# Reimond Kimpe
Reimond Jozef Pieter Kimpe (Gent, 6 december 1885 - Goes, 11 mei 1970) was een Vlaams-Nederlandse kunstschilder en activist. Alhoewel geboren op 6 december werd daarvan pas twee dagen later bij de burgerlijke stand aangifte gedaan zodat zijn verjaardagsdatum 8 december was.

## Studietijd
Hij volgde in Gent lager onderwijs en doorliep er het atheneum. Al tijdens zijn jaren op het atheneum raakte hij geïnteresseerd in de Vlaamse Beweging. Ondanks zijn grote belangstelling voor literatuur volgde hij de wens van zijn ouders door zich in te schrijven voor de studie bouwkunde aan de Gentse Hogeschool. In 1908 voltooide hij de studie. De technische opleiding verhinderde niet dat Kimpe ook op literair gebied actief werd. Vanaf 1904 verschenen in het studentenblad ‘De Goedendag’ sonnetten en literaire beschouwingen. Vanaf 1900 was hij regelmatig te vinden in Sint Martens Latem, het kunstenaarsdorp waar in het begin van de 20e eeuw het Vlaamse expressionisme vorm kreeg. Met Frits van den Berghe en Gustave de Smet stelde Kimpe een manifest op tegen het luminisme, dat in hun ogen de vorm in de schilderkunst verwaarloosde.

## Lier 1909-1917
In Lier was Kimpe werkzaam als ingenieur. Een van zijn opdrachten was het bouwen van de Molbrug. Belangrijk voor zijn artistieke ontwikkeling was de vriendschap met Felix Timmermans. Kimpe schreef voor het Nederlandse tijdschrift ‘De Beweging’, dat in 1905 door Albert Verwey was opgericht. Ook schreef hij voor de ‘Nieuwe Gids’, dat geredigeerd werd door Willem Kloos. In 1913 werd zijn toneelstuk ‘Het Bateloos Offer’ voor het eerst in Lier opgevoerd. In hetzelfde jaar verscheen de verhalenbundel ‘Levenswetten’.
Als Vlaamse activist was Kimpe tijdens de Eerste Wereldoorlog betrokken bij de beweging die streefde naar een ‘Groot-Nederland’. In 1914 werd hij als medeoprichter, secretaris van de groep Jong-Vlaanderen.
Na de Eerste Wereldoorlog vluchtte Kimpe naar Nederland. Hij was ter dood veroordeeld om zijn lidmaatschap van de Raad van Vlaanderen, een overkoepelend orgaan voor Vlaamse activisten (in het leven geroepen op 4 februari 1917). De Raad van Vlaanderen had op 22 december 1917 eigenmachtig de politieke zelfstandigheid van Vlaanderen uitgeroepen.

## Ontwikkeling als kunstschilder
Na enige tijd in Zeist gewoond te hebben, vestigde Kimpe zich met zijn vrouw Clarisse van Meerhaeghe in Middelburg. Hij bleef voorstander van een Groot-Nederland. Zijn huis aan de Heerengracht in Middelburg kreeg de naam ‘De Blauwvoet’ een verwijzing naar het Vlaamse activisme. De strijdkreet ‘Vliegt den Blauwvoet’ van de Vlaamse activisten was ontleend aan het boek ‘De Kerels van Vlaanderen’ van Hendrik Conscience.
Tot 1923 was hij actief als aannemer. Hij bouwde woningen en hij legde betonwegen aan, maar zag zich in 1923 gedwongen zijn bedrijf op te geven. Hij werd kunstschilder en verwierf al snel een zekere regionale bekendheid. In de periode 1929-1945 was hij actief als bestuurslid van het Kunstmuseum in Middelburg. Dit museum was vanaf het begin van zijn ontwikkeling als kunstschilder geïnteresseerd in zijn werk.
In de jaren 1929-1932 verbleef Kimpe meerdere keren voor een langere tijd in Parijs. Ook reisde hij door Duitsland, Italië, Oostenrijk en Spanje. In Italië kwam hij in contact met Otto van Rees, die hem in Parijs introduceerde bij Pablo Picasso, Marc Chagall en Juan Torres Garcia. Kimpe werd in Parijs lid van de Surindépendants en exposeerde met hen. De Parijse jaren leidden tot het ontstaan van een aantal abstracte schilderijen.
Overigens zijn abstracte schilderijen niet typerend voor het werk van Kimpe. Hij is vooral bekend geworden door het verbeelden van het Zeeuwse leven. Hij schilderde markante figuren in Zeeuwse dracht. Het schilderij ‘Westkapelle’ uit 1938 is typerend voor zijn werkwijze in de jaren vóór de Tweede Wereldoorlog. Twee Zeeuwse mannen vullen nagenoeg het gehele beeldvlak. Daartussen is een meisje in klederdracht geplaatst. De achtergrond toont een mix van zijn favoriete elementen: zee, schepen, dijken en in dit geval de huizen van Westkapelle. ‘De realistische weergave van de typen uit de jaren dertig werd gecombineerd met een strakke compositie en het gebruik van steeds terugkerende attributen. Als decorstukken van een voorstelling in het volkstoneel, plaatste Kimpe zijn mensen met hun grote handen tegen een eenvoudige donkere achtergrond of voor een reepje zee met schepen en een horizon met molens’ (Van den Donk en Verboeket, 1997, 26).

## 1940-1945
Een keerpunt in de artistieke ontwikkeling van Kimpe was de dramatische gebeurtenis op 17 mei 1940 tijdens het bombardement op Middelburg. Bij het bombardement vielen 11 doden en 600 gebouwen werden verwoest, waaronder het middeleeuwse stadhuis en het daar vlakbij gelegen atelier van Kimpe. Hij verloor ruim 200 schilderijen en tekeningen. Kimpe legde de verwoesting vast in zijn schilderij ‘Verwoest stadhuis van Middelburg’, dat in 2001 door het Rijksmuseum werd gekocht. Hij slaagde erin zich over deze zware tegenslag heen te zetten en zijn werk voort te zetten in een van de zalen van het Kunstmuseum. In de oorlogsperiode kwam een aantal doeken tot stand met de Zeeuwse bevolking als onderwerp zoals ‘De Zeeuwse boogschutter’ (1940), Walcherse boer en boerin op hun zondags’ (1942) en ‘Westkappelaar’ (1944). In 1945 werd hij om zijn sympathie voor de Duitsers (hij was de Groot-Nederlandse gedachte als ideaal blijven koesteren) enige tijd geïnterneerd in het kamp ‘De witte driehoek’ in Rilland-Bath.

## Na 1950
In de naoorlogse periode veranderde zijn stijl van werken. De schilderijen werden meer gestileerd. De lijnen werden strakker en de achtergrond meer en meer geabstraheerd van de werkelijkheid. Het typisch Zeeuwse dat de figuurstukken van vóór 1950 typeerde ging verdwijnen. Het schilderij ‘Straatmuzikanten’ uit het begin van de jaren vijftig is een goed voorbeeld van deze verandering. Ook het kleurgebruik veranderde. Het werd feller en contrastrijker zoals te zien is in het doek ‘Conversation’ uit 1963.
Naast schilderijen zijn van Kimpe ook glas-in-loodramen bekend (in de Hilversumse St. Vituskerk en in het Philipsgebouw in Barcelona). Religieuze schilderijen en tekeningen van Bijbelse taferelen vormen een aparte, minder bekende categorie in het werk van Kimpe.
Reimond Kimpe overleed op 84-jarige leeftijd in verpleeghuis Ter Valcke in Goes en werd in besloten kring begraven op de lommerrijke begraafplaats van Zanddijk bij Veere.